# Los Olivos (Californie)
Pour les articles homonymes, voir Los Olivos.
Los Olivos est une census-designated place de la Santa Ynez Valley (en) dans le Comté de Santa Barbara en Californie.
La population était de 1 132 habitants en 2010.
C'est ici que se trouve le Ranch de Neverland qui appartenait à Michael Jackson et qu'a été tourné le clip de la chanson Say Say Say, un duo avec Paul McCartney.